# Системи уземљења
У системима за напајање електричном енергијом, систем уземљења дефинише електрични потенцијал проводника у односу на проводну површ Земље. Избор система уземљења има последице по безбедност људи и има утицај на електромагнетну усклађеност напајања. Притом, треба напоменути да прописи о системима уземљења доста варирају између разних држава.
Заштитни (PE) проводник обезбеђује да све изложене проводне површи имају исти електрични потенцијал као површ Земље, да би се избегао ризик од електричног удара уколико особа додирне електропроводне делове уређаја који је доживео квар. Овај проводник омогућава да се у случају квара изолације (електрични кратки спој), веома велика струја, која је опасна по живот, протече кроз прекострујни заштитни уређај (осигурач, прекидач) који искључује напајање.
Веза заштитног проводника са земљом има и друге улоге, сем заштите од електричног удара. Насупрот заштитној улози проводника, исправно уземљење може имати ток струје кроз себе и у току нормалног (исправног) рада. То је, рецимо, у случајевима када имамо уређаје као што су прекострујни одводник (или одводник пренапона) и филтер електромагнетних сметњи, неки типови антена и разни мерни инструменти. Уопштено, заштитно уземљење се користи истовремено као и радно уземљење, иако то захтева пажњу у неким случајевима. 

## Електрична инсталација у домаћинству
Постоје два начина да се реши проблем искључивања напајања када проводник под напоном дође у контакт са металном конструкцијом уземљеног уређаја.
Један је да се проводником директно споји кућно уземљење и дистрибутивни трансформатор, чиме се остварује ниско омска отпорност уземљења (TN систем). Када се у овом случају деси пробој изолације, веома велика струја ће протећи топећи осигурач (или окинути аутоматски прекидач).
У другом случају, где се директна веза не користи (ТТ систем), отпор линије у квару према дистрибутивном трансформатору је довољно велики да изазове прекострујну заштиту (топљење осигурача или окидање аутоматског прекидача) да делује. У таквом случају склопка диференцијалне заштите је задужена за откривање цурења струје према земљи и да реагује и искључи напајање.

## IEC терминологија
Међународни стандард IEC 60364 (IEC - International Electrotechnical Commission) подразумева да постоје три групе прописа о уземљењу које су означене са двословним ознакама TN, TT, и IT. 
Прво слово означава везу између земље и извора напајања (генератор или трансформатор):
T 	: 	директна веза тачке уземљења са земљом (латински: terra); 
I 	: 	нема директне везе са земљом, осим можда преко високе импедансе 
Друго слово представља везу између земље и штићеног уређаја:
T  : 	директна веза са земљом, независна од било које друге везе уземљења у систему;
N 	: 	веза према земљи кроз дистрибутивну мрежу .
TN мрежа
У TN систему уземљења, једна тачка на генератору или трансформатору је повезана са земљом; обично је то звездиште трофазног система. Кућиште електричног уређаја је повезано са земљом преко овог проводника на трансформатор.
Проводник који се повезује на изложене металне површи потрошача, зове се заштитни проводник и означава се PE. Проводник који се повезује се звездиштем трофазног система или онај који враћа струју назад код монофазног система назива се нулти вод и обележава се N. Три варијанте TN система се одликују следећим:
TN−S  : 	PE и N су засебни проводници који се међусобно повезују само на крајевима вода, односно близу извору напајања електричном енергијом;
TN−C 	: 	Заједнички PEN проводник врши улогу и PE и N проводника;
TN−C−S 	: 	У делу система се користи заједнички PEN проводник, а у неком делу се користи сваки засебно, односно раздвојени PE и N проводници; на пример - заједнички PEN проводник се доводи од трафо-станице до стамбене зграде, док се у згради користи сваки засебно, односно раздвајају се PE и N проводници, сваки за себе.
|                                                                                               |                                                                  | |
| TN-S: раздвојени проводници заштитног уземљења (PE) и нуле (N) од трансформатора до потрошача | TN-C: заједнички проводник PE и N од трансформатора до потрошача | TN-C-S : заједнички PEN проводник од трансформатора до стамбене зграде, али у унутрашњости зграде сваки засебно |

Могуће је да један трансформатор користи оба типа уземљења, TN-S и TN-C-S. На пример, заштитни омотач подземног кабла зарђа и престане да добро проводи уземљење па тако потрошачи који сада имају „лоше уземљење“ прелазе у TN-C-S систем уземљења. 

## ТТ мреже
У ТТ системима уземљења веза заштитног уземљења потрошача обезбеђена је засебним проводником, независним од било којег вида уземљења код извора напајања. 

## IT мреже
У IT системима уземљења дистрибуциона мрежа нема везу према земљи уопште, или има преко везе високе импедансе. У таквим системима уређај за мерење отпора изолације врши надзор величине импедансе.

## Специфичне особине свих система уземљења
Цене система
- TN системи уземљења су јефтинији на местима где се може обезбедити нискоомска отпорност земљишта, односно нискоомска отпорност уземљења. Такву везу (укопану металну конструкцију) захтевају и IT и TT системи.

- TN-C има предност што има један проводник мање у односу на раздвојене N и PE проводнике. Међутим, до смањења ризика прекида нултог проводника у овом систему, потребни су посебно квалитетни проводници.

- TT мреже захтевају диференцијалну заштиту, веома често скупу опрему за квалитетно одабирање селективности делова мреже у квару.

Сигурност
- У TN системима пробој изолације врло вероватно ће довести до кратког споја који ће изазвати реаговање прекострујне заштите и искључити напајање електричном енергијом. У ТТ системима обично је висока импеданса уземљења, па се заштита заснива на реаговању диференцијалне заштите.

- У  и  системима (и у TN-C-S после тачке раздвајања) уређај диференцијалне заштите се може користити као додатна заштита. У недостатку грешке, односно пробоја на инсталацији једначина струја гласи : {\displaystyle I_{L1}+I_{L2}+I_{L3}+I_{N}=0}, а уређај за диференцијалну заштиту неће реаговати све док се сума струја не промени и не пређе праг (уобичајено 10-500 mA). Пробој изолације између L или N и PE ће окинути уређај диференцијалне заштите са великом вероватноћом.

- У IT и TN-C мрежама уређаји диференцијалне заштите тешко детектују пробоје изолације. Такође, у TN-C системима реаговали би због још једног диференцијалног уређаја уграђеног на другој локацији или због уређаја који за свој рад захтевају токове струја према земљи.

- У несиметричним једнофазним системима где су уземљење и нула заједнички (TN-C и делови TN-C-S система који користе заједнички нулти и проводник уземљења), ако постоји прекид у PEN проводнику, сви делови уземљеног система иза места квара биће на високом потенцијалу фазе L. У несиметричним вишефазним системима, потенцијал уземаљења ће бити онај са највише оптерећеног линијског напона. Због тога, TN-C везе се не смеју повезивати преко утикача, конектора или савитљивих каблова, јер на њима постоји већа вероватноћа од неквалитетног повезивања. Такође имамо и ризик од оштећења кабла, што можемо избећи употребом вишеструких проводника или чешћим местима повезивања са земљом. Због ризика од губитка нуле, употреба TN-C-S система је забрањена на бродовима и пловилима у Уједињеном Краљевству.

- У IT системима мала је вероватноћа да се догоди ток струје опасан по живот кроз тело човека, који је у додиру са земљом, зато што не постоји мала импеданса у овом случају. Опет, прва грешка изолације може IT систем претворити у TN систем, а онда би друга грешка изолације могла бити кобна. Још горе, у вишефазним системима, ако неки проводник под напоном дође у додир са земљом изазвао би да остали проводници имају на себи линијски напон пре него фазни.

- У TN-C и TN-C-S системима било која веза измећу заједничког PEN проводника и земље може имати напон (на месту додира) који превазилази дозвољене оквире, чак и у нормалним ситуацијама, а још виши напон у случају прекида проводника. Стога, главни проводник за изједначавање потенцијала се мора димензионисати према овим потребама; употреба TN-C-S није препоручива у бензинским станицама, где имамо пуно закопаних металних предмета и експлозивних гасова. То је нарочито важно код неких типова телекомуникационе и мерне опреме.

- У ТТ системима сваки потрошач има своју висококвалитетне везе са земљом и неће приметити никакве струје које могу бити узроковане другим потрошачима на дељеној PE линији.

Прописи
- У стамбеним и пословним инсталацијама у САД и Канади, напајање из дистрибутивног трансформатора користи заједнички нулти и проводник уземљења, али у објектима се користе раздвојени. Нулти проводник се мора уземљити само пре главног прекидача објекта потрошача (ако постоји). Додатно уземљење нултог проводника у инсталацији потрошача је забрањено.

- За инсталације напона мањег од 1.000 V, у прописима САД и Канаде забрањује се употреба система уземљења који користе прикључке уземљења иза главног прекидача. Изузеци постоје у одређеним случајевима, као што су: електрични сушачи за одећу и електрични шпорети.

- У Аргентини, Француској (TT) и Аустралији (TN-CS), потрошачи морају да обезбеде сопствено уземљење објеката.

## Примена
- Већина модерних домова у Европи користи TN-C-S систем уземљења.
- Старији станови у Великој Британији користе TN-S системе, изведене помоћу подземних каблова са оловним омотачима.
- Сви објекти са датумом градње старијим него што је датум измишљања уређаја за диференцијалну заштиту, користе TN-C систем.
- Лабораторије, медицинска постројења, градилишта, механичарске радње и остали објекти који се могу померати и премештати, а користе дизел агрегате, користе IT систем уземљења обезбеђен преко изолационог трансформатора.
- ТТ системи се користе на бензинским станицама.